# Разградська область
Ра́зградська о́бласть (болг. Област Разград) — область в Північно-центральному регіоні Болгарії. Площа 2 637 км², населення 177 595 чоловік. Адміністративний центр — місто Разград.
Область утворена у 1987 році, до 1998 року займала площу 10,8 тисяч км² і включала в основному території колишніх Разградського, Русенського, Тирговиштського і Силістренського округів.